# Ranunculus silvicola
Ranunculus silvicola är en ranunkelväxtart som först beskrevs av Wimmer och Heinrich Emanuel Grabowski, och fick sitt nu gällande namn av A. Nyárády. Ranunculus silvicola ingår i släktet ranunkler, och familjen ranunkelväxter. Inga underarter finns listade i Catalogue of Life.